# Uveïtis
La uveïtis és la inflamació de l'úvea (iris, cos ciliar, coroide). Té moltes causes i està associada a diverses malalties. El seu origen pot ser genètic, infecciós, traumàtic, iatrogènic, ambiental, idiopàtic o immunològic. La uveïtis requereix com més aviat millor un examen minuciós per un oftalmòleg i un tractament urgent per controlar la inflamació.

## Epidemiologia
Segons dades de l'any 2012, la prevalença de la uveïtis als països del món occidental és de 36,2 casos per 100.000 habitants i la incidència de 12,1 casos per 100.000 habitants. A prop d'un quaranta per cent no té una etiologia definida, gairebé un seixanta per cent afecta a les dones, poc més de la meitat cursa clínicament amb recurrències i la localització ocular majoritària és anterior. La uveïtis induïda per fàrmacs està relacionada amb l'ús d'una àmplia gamma de medicaments tòpics, sistèmics i intraoculars i no és un fenomen infreqüent. A la ciutat de Barcelona, la majoria de les uveïtis diagnosticades en el període 2009-2012 van ser d'origen infecciós. Durant l'embaràs l'activitat inflamatòria de la uveïtis disminueix, sobretot en el decurs del tercer trimestre de gestació, però torna a augmentar després del part.

## Classificació
La uveïtis es classifica anatòmicament en diferents tipus, segons la part de l'ull afectada: anterior, intermèdia, posterior i panuveïtis.
- La uveïtis anterior té dues formes principals de presentació: iridociclitis[15] i iritis.[16] És la inflamació de la cambra anterior i l'iris. Entre dos terços i el 90% dels casos d'uveïtis són del tipus anterior.[17] Aquesta inflamació pot ocórrer en un únic episodi i desaparèixer amb el tractament adequat o pot adquirir un caràcter recurrent[18] o crònic.[19] Es veu en casos d'artritis idiopàtica juvenil,[20] síndrome de la uveïtis heterocròmica de Fuchs,[21] xantogranuloma juvenil difús (una forma poc comuna d'histiocitosi sense cèl·lules de Langerhans),[22] malaltia de Behçet[23] o neurosífilis (forma particular de presentació clínica de la sífilis).[24] Una de les seves variants agudes més freqüents és l'associada a l'haplotip HLA-B27, caracteritzada per la infiltració del teixit uveal per cèl·lules dendrítiques.[25]
- La uveïtis intermèdia, també coneguda com a pars planitis.[26] Generalment hi ha vitritis (inflamació de les cèl·lules en la cavitat vítria), de vegades amb presència de dipòsits de cristalls formats per restes de material inflamatori a la màcula retinal.[27]
- La uveïtis posterior, inclou la coroïditis (coroide inflamada)[28] i la corioretinitis (inflamació conjunta de la retina i la coroide).[29] La seva etiologia pot ser de naturalesa vírica,[30] bacteriana,[31] autoimmunitària[32] o genètica.[33]
- La panuveïtis és la inflamació de totes les capes de l'úvea.[34] Pot presentar-se bilateralment en el context d'una malaltia de Whipple.[35]

## Símptomes

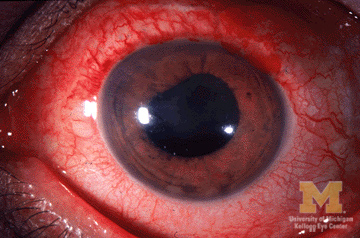
Uveïtis anterior

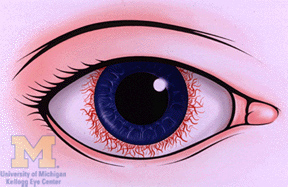
Congestió ciliar

Els símptomes de la uveïtis generalment són:
- Sensibilitat a la llum (fotofòbia)
- Pèrdua de l'agudesa visual[37]
- Visió borrosa
- Dolor i congestió dels vasos sanguinis de la part ciliar de la retina.[38]
- Miodesòpsies (percepció de mosques volants)[39]
- Hipopi[40] i/o oftàlmia simpàtica en alguns casos greus,[41] una rara afecció ocular que pot manifestar-se anys després de l'inici de la uveïtis.[42]

Com s'ha dit abans, a causa de la seva varietat terminològica, clínica i epidemiològica es poden fer diverses classificacions.